# 热洛库尔
热洛库尔（法語：Gélaucourt，法語發音：[ʒelokuʁ]）是法国默尔特-摩泽尔省的一个市镇，属于图勒区。

## 地理
热洛库尔（48°27'17"N, 5°59'22"E）面积2.26 平方千米，位于法国大東部大區默尔特-摩泽尔省，该省份为法国东北部内陆省份，是洛林的一部分，北邻比利时、卢森堡，北起顺时针与摩泽尔省、下莱茵省、孚日省和默兹省接壤。
与热洛库尔接壤的市镇（或旧市镇、城区）包括：巴蒂尼、法维耶尔、拉勒夫。

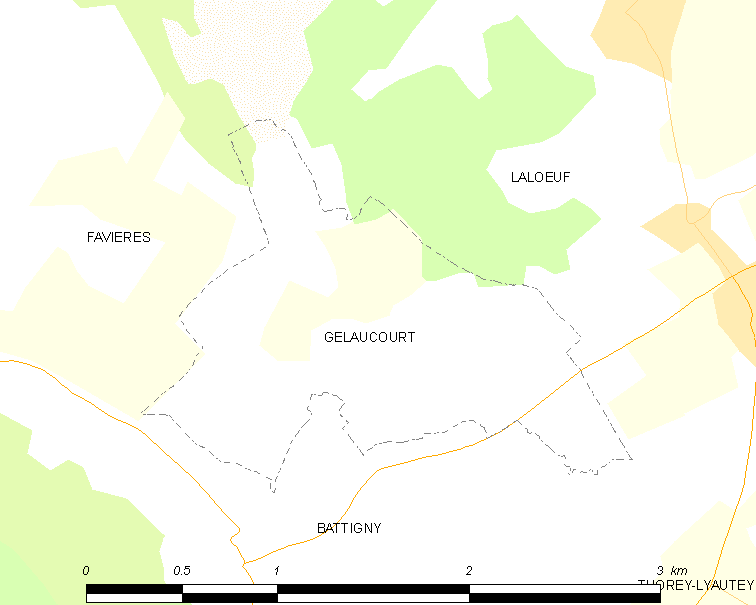
热洛库尔的OSM定位图

热洛库尔的时区为UTC+01:00、UTC+02:00（夏令时）。

## 行政
热洛库尔的邮政编码为54115，INSEE市镇编码为54218。

## 政治
热洛库尔所属的省级选区为梅讷欧桑图瓦县。

## 人口

1962-2008年间热洛库尔人口变化图示

热洛库尔于2022年1月1日时的人口数量为49人。